# Sant Mateu (Miquel Àngel)
Sant Mateu és una obra escultórica en marbre de 2,61 metres d'alçada, que realizatda per Miquel Àngel la va deixar inacabada i que es troba a la Galleria dell'Accademia a Florència.
El 24 d'abril de1503 va signar el contracte l'escultor amb els cònsols de l'Art de la Llana, on es comprometia a realitzar dotze imatges dels apòstols per a Santa Maria del Fiore. Només va començar la de sant Mateu, ja que quan Giuliano della Rovere va ser triat papa amb el nom de Juli II, ho va cridar a Roma per a encarregar-li la realització del seu sepulcre, aquest encàrrec li va fer abandonar el projecte de Florència, el contracte del qual, va ser anul·lat el 18 de desembre de 1505.
L'escultura de sant Mateu inacabada, se sembla als esclaus, que més tard, va realitzar l'escultor per a la tomba de Juli II, sembla la figura sorgir de la pedra, carregada amb una gran emoció que a l'època de Miquel Àngel descrivien com "terribilità".